# Theodor Malm
Bror Teodor Malm, detto Theodor (Stoccolma, 23 ottobre 1889 – Stoccolma, 2 ottobre 1950), è stato un calciatore svedese, di ruolo difensore.

## Carriera

### Club
Militò nell'AIK con cui fu tre volte campione di Svezia: nel 1911, 1914 e 1916.
Alla fine della carriera di giocatore, Malm rimase all'interno della società AIK come dirigente e tuttofare  fino alla sua morte nell'autunno del 1950, e solo un mese dopo il club retrocesse per la prima volta nella sua storia dalla massima serie alla Division 2.

### Nazionale
Malm fu selezionato per la nazionale svedese alle Olimpiadi del 1908 e quelle di Stoccolma del 1912. Nel 1908 giocò una partita (sconfitta 1-12 contro il Regno Unito), mentre nel 1912 fu solo una riserva.

### Cronologia presenze e reti in Nazionale
| Cronologia completa delle presenze e delle reti in nazionale ― Svezia | Cronologia completa delle presenze e delle reti in nazionale ― Svezia | Cronologia completa delle presenze e delle reti in nazionale ― Svezia | Cronologia completa delle presenze e delle reti in nazionale ― Svezia | Cronologia completa delle presenze e delle reti in nazionale ― Svezia | Cronologia completa delle presenze e delle reti in nazionale ― Svezia | Cronologia completa delle presenze e delle reti in nazionale ― Svezia | Cronologia completa delle presenze e delle reti in nazionale ― Svezia |
| Data                                                                  | Città                                                                 | In casa                                                               | Risultato                                                             | Ospiti                                                                | Competizione                                                          | Reti                                                                  | Note                                                                  |
| --------------------------------------------------------------------- | --------------------------------------------------------------------- | --------------------------------------------------------------------- | --------------------------------------------------------------------- | --------------------------------------------------------------------- | --------------------------------------------------------------------- | --------------------------------------------------------------------- | --------------------------------------------------------------------- |
| 12-7-1908                                                             | Göteborg                                                              | Svezia                                                                | 11 – 3                                                                | Norvegia                                                              | Amichevole                                                            | -                                                                     |                                                                       |
| 8-9-1908                                                              | Göteborg                                                              | Svezia                                                                | 1 – 6                                                                 | Inghilterra                                                           | Amichevole                                                            | -                                                                     | L'Inghilterra giocava con la Nazionale dilettanti                     |
| 20-10-1908                                                            | Londra                                                                | Regno Unito                                                           | 12 – 1                                                                | Svezia                                                                | Olimpiadi 1908 - Quarti                                               | -                                                                     |                                                                       |
| 26-10-1908                                                            | Bruxelles                                                             | Belgio                                                                | 2 – 1                                                                 | Svezia                                                                | Amichevole                                                            | -                                                                     |                                                                       |
| 17-9-1911                                                             | Solna                                                                 | Svezia                                                                | 4 – 1                                                                 | Norvegia                                                              | Amichevole                                                            | -                                                                     |                                                                       |
| 29-10-1911                                                            | Amburgo                                                               | Germania                                                              | 1 – 3                                                                 | Svezia                                                                | Amichevole                                                            | -                                                                     |                                                                       |
| 20-6-1912                                                             | Göteborg                                                              | Svezia                                                                | 2 – 2                                                                 | Ungheria                                                              | Amichevole                                                            | -                                                                     |                                                                       |
| 27-6-1912                                                             | Solna                                                                 | Svezia                                                                | 7 – 1                                                                 | Finlandia                                                             | Amichevole                                                            | -                                                                     |                                                                       |
| 4-5-1913                                                              | Mosca                                                                 | Russia                                                                | 1 – 4                                                                 | Svezia                                                                | Amichevole                                                            | -                                                                     |                                                                       |
| 8-6-1913                                                              | Stoccolma                                                             | Svezia                                                                | 9 – 0                                                                 | Norvegia                                                              | Amichevole                                                            | -                                                                     |                                                                       |
| 5-10-1913                                                             | Stoccolma                                                             | Svezia                                                                | 0 – 10                                                                | Danimarca                                                             | Amichevole                                                            | -                                                                     |                                                                       |
| 24-5-1914                                                             | Solna                                                                 | Svezia                                                                | 4 – 3                                                                 | Finlandia                                                             | Amichevole                                                            | -                                                                     |                                                                       |
| 10-6-1914                                                             | Solna                                                                 | Svezia                                                                | 1 – 5                                                                 | Inghilterra                                                           | Amichevole                                                            | -                                                                     | L'Inghilterra giocava con la Nazionale dilettanti                     |
| 21-6-1914                                                             | Solna                                                                 | Svezia                                                                | 1 – 1                                                                 | Ungheria                                                              | Amichevole                                                            | -                                                                     |                                                                       |
| 28-6-1914                                                             | Kristiania                                                            | Norvegia                                                              | 0 – 1                                                                 | Svezia                                                                | Amichevole                                                            | -                                                                     |                                                                       |
| 5-7-1914                                                              | Solna                                                                 | Svezia                                                                | 2 – 2                                                                 | Russia                                                                | Amichevole                                                            | -                                                                     |                                                                       |
| 25-10-1914                                                            | Solna                                                                 | Svezia                                                                | 7 – 0                                                                 | Norvegia                                                              | Amichevole                                                            | -                                                                     |                                                                       |
| 27-6-1915                                                             | Kristiania                                                            | Norvegia                                                              | 1 – 1                                                                 | Svezia                                                                | Amichevole                                                            | -                                                                     |                                                                       |
| 2-7-1916                                                              | Stoccolma                                                             | Svezia                                                                | 6 – 0                                                                 | Norvegia                                                              | Amichevole                                                            | -                                                                     |                                                                       |
| 8-10-1916                                                             | Stoccolma                                                             | Svezia                                                                | 4 – 0                                                                 | Danimarca                                                             | Amichevole                                                            | -                                                                     |                                                                       |
| 16-9-1917                                                             | Kristiania                                                            | Norvegia                                                              | 0 – 2                                                                 | Svezia                                                                | Amichevole                                                            | -                                                                     |                                                                       |
| 14-10-1917                                                            | Stoccolma                                                             | Svezia                                                                | 1 – 2                                                                 | Danimarca                                                             | Amichevole                                                            | -                                                                     |                                                                       |
| 26-5-1918                                                             | Stoccolma                                                             | Svezia                                                                | 2 – 0                                                                 | Norvegia                                                              | Amichevole                                                            | -                                                                     |                                                                       |
| 29-6-1919                                                             | Kristiania                                                            | Norvegia                                                              | 4 – 3                                                                 | Svezia                                                                | Amichevole                                                            | -                                                                     |                                                                       |
| 28-9-1919                                                             | Helsinki                                                              | Finlandia                                                             | 3 – 3                                                                 | Svezia                                                                | Amichevole                                                            | -                                                                     |                                                                       |
| 19-9-1920                                                             | Helsinki                                                              | Finlandia                                                             | 1 – 0                                                                 | Svezia                                                                | Amichevole                                                            | -                                                                     |                                                                       |
| Totale                                                                |                                                                       | Presenze                                                              | 26                                                                    |                                                                       | Reti                                                                  | 0                                                                     |                                                                       |